# Quiz Party
Quiz Party est un jeu vidéo de quiz sorti en juillet 2012 en Allemagne et au Royaume-Uni ainsi qu'en août 2012 en France.

## Système du jeu
Quiz Party est un party-game sur Wii. Jusqu'à 4 équipes peuvent s'y affronter afin de répondre à plus de 2000 questions en vidéo et en image. Il y a 40 % des questions qui sont localisées en fonction du pays. Musique, séries TV, histoire, politique, actualités, célébrités, etc. Divers domaines sont représentés et 3 modes de jeu sont au programme.

## Choix au menu principal
- Partie complète (45 - 60 min environ)
- Partie éclair (10 - 15 min)
- Une petite question

## Catégories de questions
Cinq catégories principales sont présentes dans ce jeu :
- Chassez L'intrus
- Top Chrono
- Casse-Tête
- Audio Quiz
- Choix Multiples

## Accueil
Le jeu a reçu un accueil positif lors de sa sortie. Les critiques positives portent sur la jouabilité du jeu, les nombreuses questions incluses et sur le fait que le jeu peut être joué autant par des adultes que des enfants. Néanmoins, le jeu a beaucoup de critiques négatives qui portent notamment sur l'image, les graphismes qui sont de mauvaises qualités et enfin l'image qui est tronquée, ce qui rend le jeu moins apprécié de tous.